# Мирис жене (филм)
Мирис жене (енгл. Scent of a Woman) је филмска драма из 1992. коју је режирао Мартин Брест, адаптација романа Мирис жене Ђованија Арпина из 1969. године.

## Радња
Прича се врти око Чарлија Симса (Крис О'Донел), студента приватне припремне школе, који долази из сиромашне породице. Како би зарадио новац за лет кући у Грешаму (Орегон) за Божић, Чарли на Дан захвалности узима посао помоћника пензионисаног војног официра, пуковника Френка Слејда (Ал Пачино), чангризавог средовечног човека који је сада слеп те је немогуће дружити се са њим. Слејд одлучује посетити Њујорк те затражи помоћ од Чарлија да га поведе на пут. Док Чарли води пуковника Френка Слејда кроз Њујорк, суочава се са великим проблемом у школи. Колеге студенти су направили злобну шалу са управником, а једино Чарли и Џорџ Вилис млађи (Филип Симор Хофман) знају идентитете преступника. Пошто је запретио обојици студената избацивањем, управник Треск замоли Вилиса да изађе из канцеларије. У том тренутку, покуша поткупити Чарлија обећањем да ће му средити пријем на Харвард, ако ода имена оних који су се грубо нашалили са њим. Чарли му ништа не одговори, а Треск га упозори да мора бити искрен или ће сносити последице.
Слејд води Чарлија по Њујорку. Одседају у хотелу Волдорф-Асторија. Након ручка у отменом ресторану у којем хамбургери коштају 24 долара, Слејд посећује своје рођаке, где пуковник Слејд открива праве разлоге свога пута у Њујорк: како би јео у скупом ресторану, одсео у луксузном хотелу, плесао и спавао са лепом женом, а тада починио самоубиство својим пиштољем. Након тога посећују пуковникову породицу, а Чарли сазнаје како је Слејд изгубио вид. Касније, пуковник плеше танго са девојком чији га је парфем опчинио, вози Ферари, са нервозним и забринутим Чарлијем који га прати. Чарли је у срцу добра особа, одбија одати колеге управнику, сажаљева пуковника Слејда те се држи уз њега кроз његове неприлике. Пошто Слејд превари Чарлија да оде из собе како би набавио цигару, његов подмукли план пропада пошто се Чарли сетио да Слејд код себе има војни пиштољ Колт .45. Враћа се у собу и проналази Слејда који је спреман починити самоубиство. Након неколико минута разговора, галаме и акције, Чарли уверава Слејда да се не убије. Тада Слејд схвата да је Чарли врло храбра и снажна особа у срцу, те да неће пустити ни безвредног, огорченог човека, као што је он, да себи одузме живот.
Чарли се враћа у школу, знајући да га је Џорџ Вилис млађи издао како би се спасио. Управник сазива саслушање слично суђењу, где испитује Џорџа Вилиса, који се успева извући уз помоћ свог моћног оца. Чарли је пред избацивањем, али тада у просторију улази пуковник Слејд и одржи говор како „велики брод“ образовања и послушности није ништа друго до пацовска барка која учи пацове како да издају пријатеље. Када Слејд каже „Да сам човек какав сам био пре пет година, узео бих бацач пламена и спалио то место“, окреће студенте и пороту на своју страну. Вилисова изјава како је видео троје људи који су то направили, те да су то могли бити " Хевмајер, Потер и Џејмсон“ била је довољна пороти да закључи ко су били преступници. Три младића су кажњена, али Вилис није добио никакво признање.
Прича завршава са Чарлијем који је ослобођен свих оптужби, и Слејдом који се враћају кући. Међутим, како више није огорчен, понаша се врло љубазно према рођацима и чини се да има нови „поглед“ на живот - као и Чарли.

## Улоге
| Глумац             | Улога                |
| ------------------ | -------------------- |
| Ал Пачино          | пуковник Френк Слејд |
| Крис О'Донел       | Чарли Симс           |
| Филип Симор Хофман | Џорџ Вилис млађи     |
| Џејмс Ребхорн      | Траск                |
| Габријела Анвар    | Дона                 |
| Ричард Венчер      | В. Р. Слејд          |
| Бредли Витфорд     | Ранди                |
| Рошел Оливер       | Гречен               |
| Том Рис Фарел      | Гари                 |
| Николас Садлер     | Хари Хевмајер        |
| Тод Луисо          | Трент Потер          |
| Рон Елдард         | полицајац Гор        |

## Зарада
Филм је у САД зарадио 63.095.253 $.
- Зарада у иностранству - 71.000.000 $
- Зарада у свету - 134.095.253 $